# Apera
Apera es un género de plantas de la familia de las poáceas. Es originario de Europa y Asia occidental.

## Descripción
Es una planta anual similar al bambú. Tiene raíces fibrosas y el tallo generalmente redondo y hueco con nodos hinchados. Las hojas son alternas y por lo general lineales; vaina generalmente abierta; lígula membranosa. La inflorescencia con muchas espiguillas. Las flores son generalmente bisexuales, diminutas con tres estambres y tres estigmas. El fruto es un aquenio.

## Taxonomía
El género fue descrito por Michel Adanson y publicado en Familles des Plantes 2: 495. 1763. La especie tipo es:  Apera spica-venti
Etimología
Apera: nombre genérico derevidado del griego del a = (no) y peros = (mutilado), contrastando la arista del lema bien desarrollado con la de Calamagrostis calamagrostis, que fue lo que ayudó a Michel Adanson a distinguir este género.

## Especies
- Apera baytopiana
- Apera intermedia
- Apera interrupta
- Apera spica-venti
- Apera triaristata[3]